# Laguna Beach (Californien)
 Der er flere lokaliteter med dette navn, se Laguna Beach.
Laguna Beach er en by i Orange County i Californien. Det er beliggende ved Stillehavet mellem byerne Los Angeles og San Diego, og havde 23.105 indbyggere i 2013. Den dækker et areal på 25,2 km², hvoraf de 2,3 km² består af vand.
Byen blev grundlagt i 1887, og betragtes som meget velstående. I 2007 havde hver indbygger en gennemsnitlig indkomst på 76.608 amerikanske dollar, hvilket var tre gange mere end landsgennemsnittet.